# جایزه بزرگ سوئد ۱۹۷۳
جایزه بزرگ سوئد ۱۹۷۳ (انگلیسی: ‎1973 Swedish Grand Prix‎) یک مسابقهٔ موتوری در رشتهٔ اتومبیل‌رانی فرمول یک بود که در تاریخ ۱۷ ژوئن ۱۹۷۳ در پیست مسابقه اسکاندیناوین واقع در اندرستورپ، سوئد برگزار شد. این گراند پری در میان ۱۵ گراند پری در فصل ۱۹۷۳، مسابقهٔ شمارهٔ ۷ بود.
در این مسابقه که در ۸۰ دور و به مسافت ۳۲۱٫۴۴۰ کیلومتر (۱۹۹٫۷۳۴ مایل) برگزار شد، پول پوزیشن توسط رونی پیترسن کسب شد و سریع‌ترین زمان برای طی یک دور پیست که برابر با ۱:۲۶٫۱۴۶ بود نیز توسط دنی هیولم به ثبت رسید.
دنی هیولم از تیم مک‌لارن-فورد، رونی پیترسن از تیم لوتوس-فورد و فرانسوا سورت از تیم تایرل-فورد به‌ترتیب مقام‌های اول تا سوم مسابقه را کسب کردند.

## رده‌بندی قهرمانی پس از مسابقه
|       | جایگاه | راننده           | امتیاز |
| ----- | ------ | ---------------- | ------ |
|       | ۱      | امرسون فیتیپالدی | ۴۱     |
|       | ۲      | جکی استوارت      | ۳۹     |
|       | ۳      | فرانسوا سورت     | ۲۵     |
| ۱     | ۴      | دنی هیولم        | ۱۹     |
| ۱     | ۵      | پیتر روسون       | ۱۱     |
| منبع: |        |                  |        |

|       | جایگاه | سازنده      | امتیاز |
| ----- | ------ | ----------- | ------ |
|       | ۱      | تایرل-فورد  | ۴۹     |
|       | ۲      | لوتوس-فورد  | ۴۷     |
|       | ۳      | مک‌لارن-فورد | ۲۶     |
|       | ۴      | فراری       | ۱۰     |
| ۲     | ۵      | برابام-فورد | ۷      |
| منبع: |        |             |        |

یادداشت
- تنها پنج جایگاه نخست از هر رده‌بندی نمایش داده شده‌است.